# Стриковиці-Блотне
Стриковиці-Блотне (пол. Strykowice Błotne) — село в Польщі, у гміні Зволень Зволенського повіту Мазовецького воєводства.
Населення — 169 осіб (2011).

## Демографія
Демографічна структура станом на 31 березня 2011 року:
|          | Загалом | Допрацездатний вік | Працездатний вік | Постпрацездатний вік |
| -------- | ------- | ------------------ | ---------------- | -------------------- |
| Чоловіки | 82      | 14                 | 53               | 15                   |
| Жінки    | 87      | 17                 | 51               | 19                   |
| Разом    | 169     | 31                 | 104              | 34                   |